# Seznam japonskih filmskih režiserjev
Seznam japonskih filmskih režiserjev.

## A
- Yutaka Abe
- Masanobu Ando
- Hideaki Anno (animator)

## F
- Koji Fu-kada
- Kinji Fu-kasaku
- Jun Fu-kuda
- Ryuzo Fukuhara
- Yasuo Furuhata

## G
- Heinosuke Gosho

## H
- Rjusuke Hamaguči
- Harada Masato
- Shinji Higuchi
- Hirayama Hideyuki
- Ishiro Honda
- Mamoru Hosoda (animator)

## I
- Kon Ichikawa
- Masuo Ikeda? (1934-1997)
- Shohei Imamura
- Sogo Ishii
- Juzo Itami
- Daisuke Ito
- Shunya Ito
- Shunji Iwai

## K
- Shusuke Kaneko
- Nozumi Kasugi
- Naomi Kawase
- Kazuo Kuroki
- Teinosuke Kinusaga
- Ryuhei Kitamura
- Takeshi Kitano
- Masaki Kobayashi
- Takashi Koizumi
- Satoshi Kon
- Hirokazu Kore-eda
- Akira Kurosawa
- Kiyoshi Kurosawa

## M
- Yasuzō Masumura (1924-1986) Jasuzu Masumura
- Hidetomo Matsuda
- Mitsuhiro Mihara
- Takashi Miike
- Kazuo Miyagawa
- Hayao Miyazaki/Hajao Mijazaki (animator)
- Kenji Mizoguchi
- Ryu Murakami
- Minoru Murata

## N
- Masahiko Nagasawa
- Hiroyuki Nakano
- Hideo Nakata
- Mikio Naruse
- Miwa Nishikawa
- Yoshihiro Nishimura
- Yoshitaro Nomura

## O
- Atsushi Ogata
- Kiichi Okamoto
- Nagisa Oshima
- Katsuhiro Otomo
- Yasujiro Ozu

## S
- Sabu (1964-)
- Torajiro Saito (1905-1982)
- Yoichi Sai (Choi Yang-il) (1949-)
- Junji Sakamoto (1957-)
- Koichi Sakamoto
- Hajime Sato
- Junya Sato
- Akihiko Shiota (1961-)
- Makoto Shiina
- Hiroshi Shimizu
- Takashi Shimizu
- Kaneto Shindo
- Masahiro Shinoda
- Tetsuo Shinohara
- Masayuki Suo
- Seijun Suzuki
- Kazuhiro Soda

## T
- Tetsuji Takechi
- Yojiro Takita
- Naoki Tamura
- Kinuyo Tanaka
- Shuji Terayama
- Hiroshi Teshigahara
- Osamu Tezuka
- Shinya Tsukamoto

## Y
- Youji Yamada
- Sadao Yamanaka
- Isao Yukisada